# De Spin (hoorspel)
De Spin is een zeventigdelig hoorspel van de NTR uit 2013. Het verhaal is geïnspireerd op de IRT-affaire. Het verhaal is een krimi, het is geen reconstructie maar een dramatisering.

## Achtergrond
Het hoorspel is geproduceerd door Palentino Media en uitgezonden door de NTR. De eerste uitzending vond plaats op 1 april 2013, de laatste aflevering werd 5 juli 2013 uitgezonden. Elke aflevering duurde ongeveer een kwartier. De regie was in handen van Chris Bajema en Jeroen Stout. Het scenario werd geschreven door Paul Jan Nelissen. Het hoorspel kwam tot stand met steun van het mediafonds en de NPO.

## Inhoud
Hoofdrolspeler van het verhaal is rechercheur Wytze Hofstra. Hij probeert topcrimineel Tijmen Verhaaf voor de rechter te krijgen. Verhaaf wordt echter geliquideerd. Het Rechercheteam Georganiseerde Misdaad waar Hofstra deel van uitmaakt staat op het punt opgeven te worden. Om de zaak toch tot een goed einde te brengen probeert hij sportschoolhouder Sherman Cordelia zover te krijgen te infiltreren in de Verhaaf groep.

## Rolbezetting
- Hein van der Heijden - Wytze Hofstra
- Fred Goessens - Cor
- Renée Fokker - Jacqueline
- Raymi Sambo - Sherman Cordelia
- Sanne den Hartogh - William Trompenberg
- Hajo Bruins - Armin Oost
- Raymonde de Kuyper - Eddie Lagarde